# Kerkstraat 21 (Baarn)
De kosterswoning Kerkstraat 21 is een gemeentelijk monument in Baarn in de provincie Utrecht.
De woning zal waarschijnlijk in dezelfde tijd als de katholieke Nicolaaskerk rond 1906 gebouwd zijn. Het huis staat achter de kerk bij de toegang naar de katholieke begraafplaats. In de muren zijn banden van gele baksteen aangebracht. Het lessenaarsdak werd in de tijd van de bouw veel toegepast. Naast de ramen met glas-in-lood zijn luiken aangebracht.